# Allaiocerus metallicus
Allaiocerus metallicus är en skalbaggsart som beskrevs av Maria Helena M. Galileo 1987. Allaiocerus metallicus ingår i släktet Allaiocerus och familjen långhorningar. Inga underarter finns listade i Catalogue of Life.